# CS Capelense
Der Centro Sportivo Capelense, in der Regel nur kurz Capelense genannt, ist ein Fußballverein aus Capela im brasilianischen Bundesstaat Alagoas.

## Erfolge
- Staatsmeisterschaft von Alagoas: 1959, 1962, 1989
- Staatsmeisterschaft von Alagoas – 2nd Division: 2008

## Stadion
Der Verein trägt seine Heimspiele im Estádio Manoel Moreira in Capela aus. Das Stadion hat ein Fassungsvermögen von 8000 Personen.